# Involucrothele subcataractarum
Involucrothele subcataractarum är en lavart som beskrevs av Miroslav Servít. Involucrothele subcataractarum ingår i släktet Thelidium, och familjen Verrucariaceae. Arten är reproducerande i Sverige.